# Santa Maria de Emeres
Santa Maria de Emeres es una freguesia portuguesa del concelho de Valpaços, con 16,68 km² de superficie y 519 habitantes (2001). Su densidad de población es de 31,1 hab/km².